# Falkirk FC
Falkirk Football Club (normalt bare kendt som Falkirk F.C.) er en skotsk fodboldklub fra byen Falkirk. Klubben spiller i landets bedste liga, den skotske Premier League, og har hjemmebane på Falkirk Stadium. Klubben blev grundlagt i 1876, og har siden da vundet to pokaltitler, men endnu ingen skotske mesterskaber.

## Titler
- Skotske Pokalturnering (2): 1913 og 1957

## Historiske slutplaceringer
| Sæson       | Niveau | Liga         | Placering | Kilde  |
| ----------- | ------ | ------------ | --------- | ------ |
| 2010—2011   | 2.     | Championship | 3.        | [ 1 ]  |
| 2011—2012   | 2.     | Championship | 3.        | [ 2 ]  |
| 2012—2013   | 2.     | Championship | 3.        | [ 3 ]  |
| 2013—2014   | 2.     | Championship | 3.        | [ 4 ]  |
| 2014—2015   | 2.     | Championship | 5.        | [ 5 ]  |
| 2015—2016   | 2.     | Championship | 2.        | [ 6 ]  |
| 2016—2017   | 2.     | Championship | 2.        | [ 7 ]  |
| 2017—2018   | 2.     | Championship | 8.        | [ 8 ]  |
| 2018.—2019. | 2.     | Championship | 10.       | [ 9 ]  |
| 2019.—2020. | 3.     | League One   | 2.        | [ 10 ] |
| 2020.—2021. | 3.     | League One   | 5.        | [ 11 ] |
| 2021.—2022. | 3.     | League One   | 6.        | [ 12 ] |

## Kendte spillere
- Steven Pressley
- George Burley
- Alex Ferguson
- David Weir
- Chris Waddle

## Danske spillere
- Kasper Schmeichel